# 哈通卡薩山
19°43′S 65°39′W / 19.717°S 65.650°W
哈通卡薩山（Jatun Q'asa），是玻利維亞的山峰，位於該國南部波托西省，處於波托西東南面，屬於安第斯山脈中波托西山脈的一部分，海拔高度約5,023米。